# Helene-Lange-Preis
Der Helene-Lange-Preis ist nach der in Oldenburg geborenen Politikerin, Pädagogin und Frauenrechtlerin Helene Lange (1848–1930) benannt.
Er wird von der EWE-Stiftung in Kooperation mit der Carl von Ossietzky Universität Oldenburg (2009–2015) bzw. seit 2020 in Kooperation mit dem OFFIS – Institut für Informatik und der Stadt Oldenburg vergeben.
Schirmherr ist der niedersächsische Minister für Wissenschaft und Kultur Falko Mohrs.
Der Preis wurde von 2009 bis 2015 jährlich bundesweit an Nachwuchswissenschaftlerinnen der naturwissenschaftlich-technischen Disziplinen verliehen. In der Neuauflage seit 2020 wird der Preis für herausragende Master- oder Doktorarbeiten im Bereich Digitalisierung an Absolventinnen von Hochschulen und Fachhochschulen in Niedersachsen und Bremen vergeben. Der Preis ist mit 15.000 Euro dotiert. Auswahlkriterien sind Qualität und Innovationsgrad der Arbeit, Kreativität, Praxisorientierung sowie das Potenzial der ausgezeichneten Nachwuchswissenschaftlerin, künftig eine verantwortliche Position in der Gestaltung einer zunehmend digitalisierten Gesellschaft zu übernehmen.

## Preisträgerinnen
- 2009: Anke Schmeinck (Mathematikerin)[6]
- 2010: Sarah Köster (Physikerin), Hannah Markwig (Mathematikerin) und Dai Zhang (Physikerin)[7][8][9]
- 2012: Viktoria Däschlein-Gessner (Chemikerin)[10]
- 2013: Melanie Schnell (Chemikerin)[11]
- 2014: Katrin Schulz (Bauingenieurin)[12]
- 2015: Zhu Xiaoxiang (Luft- und Raumfahrttechnikerin)[13]
- 2020: Marion Koelle (Informatikerin)[14]
- 2022: Aleksandra Yemelyanovich (UX/UI Designerin)[15][16]
- 2024: Sandra Drolshagen (Robotik)[17]